# Puntate di 1883
Le dieci puntate della miniserie televisiva 1883 sono state pubblicate negli Stati Uniti dalla piattaforma Paramount+ dal 19 dicembre 2021 al 27 febbraio 2022.
In Italia le puntate sono state pubblicate sulla piattaforma streaming on demand Paramount+ il 15 settembre 2022.
| nº | Titolo originale        | Titolo italiano              | Pubblicazione USA | Pubblicazione Italia |
| -- | ----------------------- | ---------------------------- | ----------------- | -------------------- |
| 1  | 1883                    | 1883                         | 19 dicembre 2021  | 15 settembre 2022    |
| 2  | Behind Us, a Cliff      | Dietro di noi, l'abisso      | 19 dicembre 2021  | 15 settembre 2022    |
| 3  | River                   | Il fiume                     | 26 dicembre 2021  | 15 settembre 2022    |
| 4  | The Crossing            | Il guado                     | 6 gennaio 2022    | 15 settembre 2022    |
| 5  | The Fangs of Freedom    | La ferocia della libertà     | 16 gennaio 2022   | 15 settembre 2022    |
| 6  | Boring the Devil        | Annoiare il diavolo          | 30 gennaio 2022   | 15 settembre 2022    |
| 7  | Lightning Yellow Hair   | Saetta dai Capelli Gialli    | 6 febbraio 2022   | 15 settembre 2022    |
| 8  | The Weep of Surrender   | Il pianto della resa         | 13 febbraio 2022  | 15 settembre 2022    |
| 9  | Racing Clouds           | Nuvole che si rincorrono     | 20 febbraio 2022  | 15 settembre 2022    |
| 10 | This Is Not Your Heaven | Questo non è il tuo paradiso | 27 febbraio 2022  | 15 settembre 2022    |

## 1883
- Titolo originale: 1883
- Diretto da: Taylor Sheridan
- Scritto da: Taylor Sheridan

## Dietro di noi, l'abisso
- Titolo originale: Behind Us, a Cliff
- Diretto da: Ben Richardson
- Scritto da: Taylor Sheridan

## Il fiume
- Titolo originale: River
- Diretto da: Christina Alexandra Voros
- Scritto da: Taylor Sheridan

## Il guado
- Titolo originale: The Crossing
- Diretto da: Christina Alexandra Voros
- Scritto da: Taylor Sheridan

## La ferocia della libertà
- Titolo originale: The Fangs of Freedom
- Diretto da: Christina Alexandra Voros
- Scritto da: Taylor Sheridan

## Annoiare il diavolo
- Titolo originale: Boring the Devil
- Diretto da: Ben Richardson
- Scritto da: Taylor Sheridan

## Saetta dai Capelli Gialli
- Titolo originale: Lightning Yellow Hair
- Diretto da: Christina Alexandra Voros
- Scritto da: Taylor Sheridan

## Il pianto della resa
- Titolo originale: The Weep of Surrender
- Diretto da: Ben Richardson
- Scritto da: Taylor Sheridan

## Nuvole che si rincorrono
- Titolo originale: Racing Clouds
- Diretto da: Ben Richardson
- Scritto da: Taylor Sheridan

## Questo non è il tuo paradiso
- Titolo originale: This Is Not Your Heaven
- Diretto da: Ben Richardson
- Scritto da: Taylor Sheridan